# Rabewerk

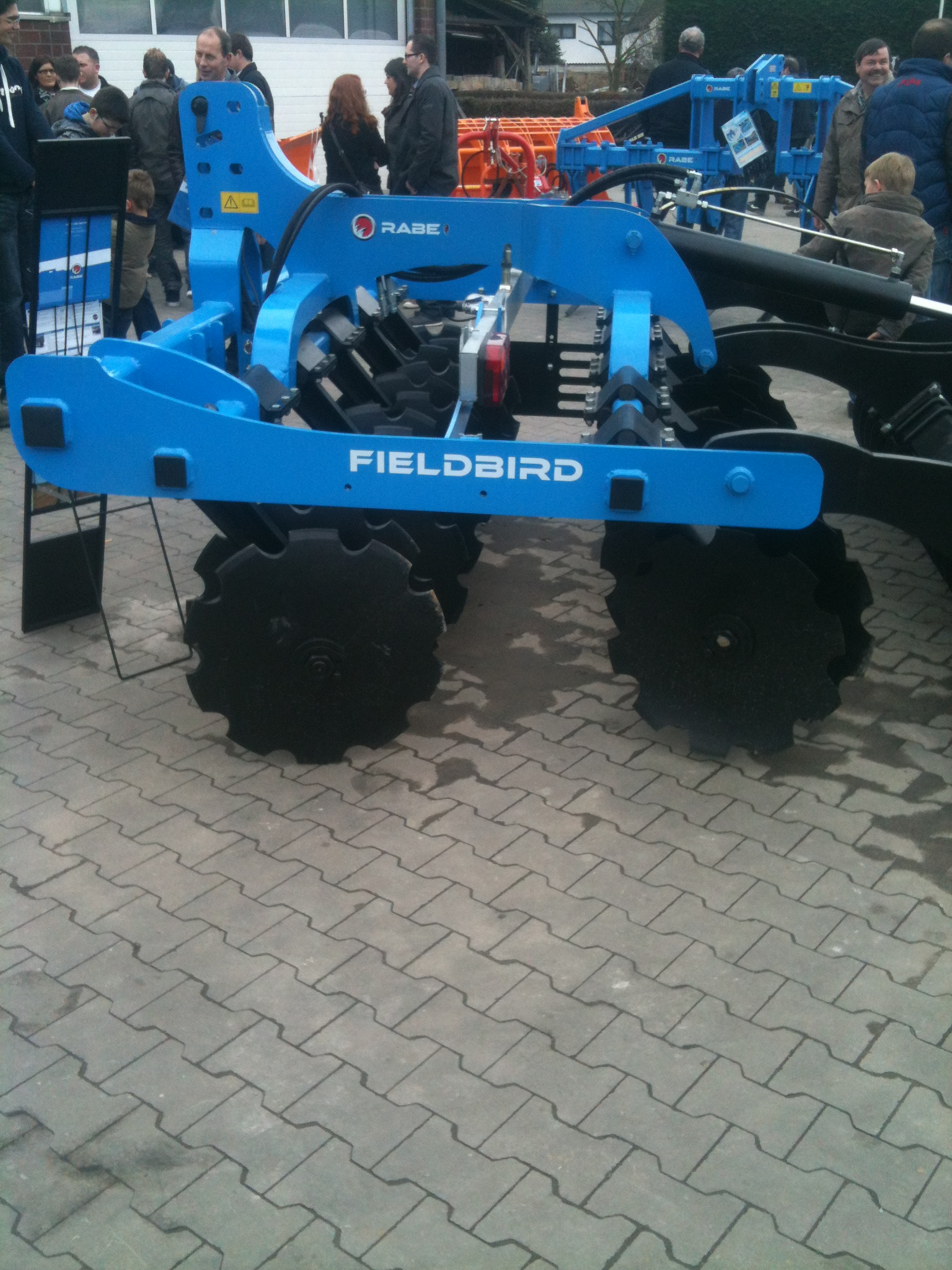
Brona talerzowa Rabe

Rabewerk – niemiecki producent maszyn rolniczych z siedzibą w Bad Essen, który specjalizuje się w produkcji maszyn do uprawy ziemi. Obecnie należy do francuskiego koncernu Grégoire-Besson.

## Historia
- 1889 r. – Johan Friedrich Clausing zakłada zakład kowalski w Rabber, w którym rozpoczyna produkcję pługów i innych urządzeń uprawowych[2].
- 1938 r. – syn J. F. Clausinga – inż. Heinrich Clausing zakłada firmę Rabewerk w Bad Essen-Linne.
- 1992 r. – firma nabywa Saxonia Landmaschinenbau Bernburg (należącą uprzednio do kombinatu Fortschritt). Nowy oddział firmy przyjmuje nazwę Rabewerk Bernburg GmbH.[3]
- 2001 r. – sprzedaż fabryki siewników RABE Bernburg austriackiej firmie Pöttinger. Pierwotna fabryka zmienia nazwę na Rabe Agrarsysteme GmbH & Co. KG.[4]
- 2005 r. – grupę Rabewerk zostaje przjęta przez firmę Egerland a jej szefem staje się Pani Stephanie Egerland-Rau.
- 2006 r. – zmiana nazwy na Rabe Agri GmbH.
- 2011 r. – Rabe Agri zostaje zakupione przez francuskiego producenta pługów Grégoire-Besson[5].